# Gencsapáti
Gencsapáti è un comune dell'Ungheria di 2.665 abitanti (dati 2001). È situato nella contea di Vas.